# 샤마히 천문대
샤마히 천문대(아제르바이잔어: Nəsirəddin Tusi adına Şamaxı Astrofizika Rəsədxanası ) 아제르바이잔의 그레이터 코카서스 산맥에 있는 천문대이다. 중세 페르시아의 천문학자인 나스레딘 투시(Nasreddin Tusi)의 이름을 따서 명명되었다. 샤마흐 시에서 북서쪽으로 22km 떨어진 피르쿨루(Pirqulu)의 해발 1500m의 동쪽 경사면에 위치하고 있다. 천문대에서 매년 150~200일의 밤은 맑고 구름 한 점 없다.

## 역사

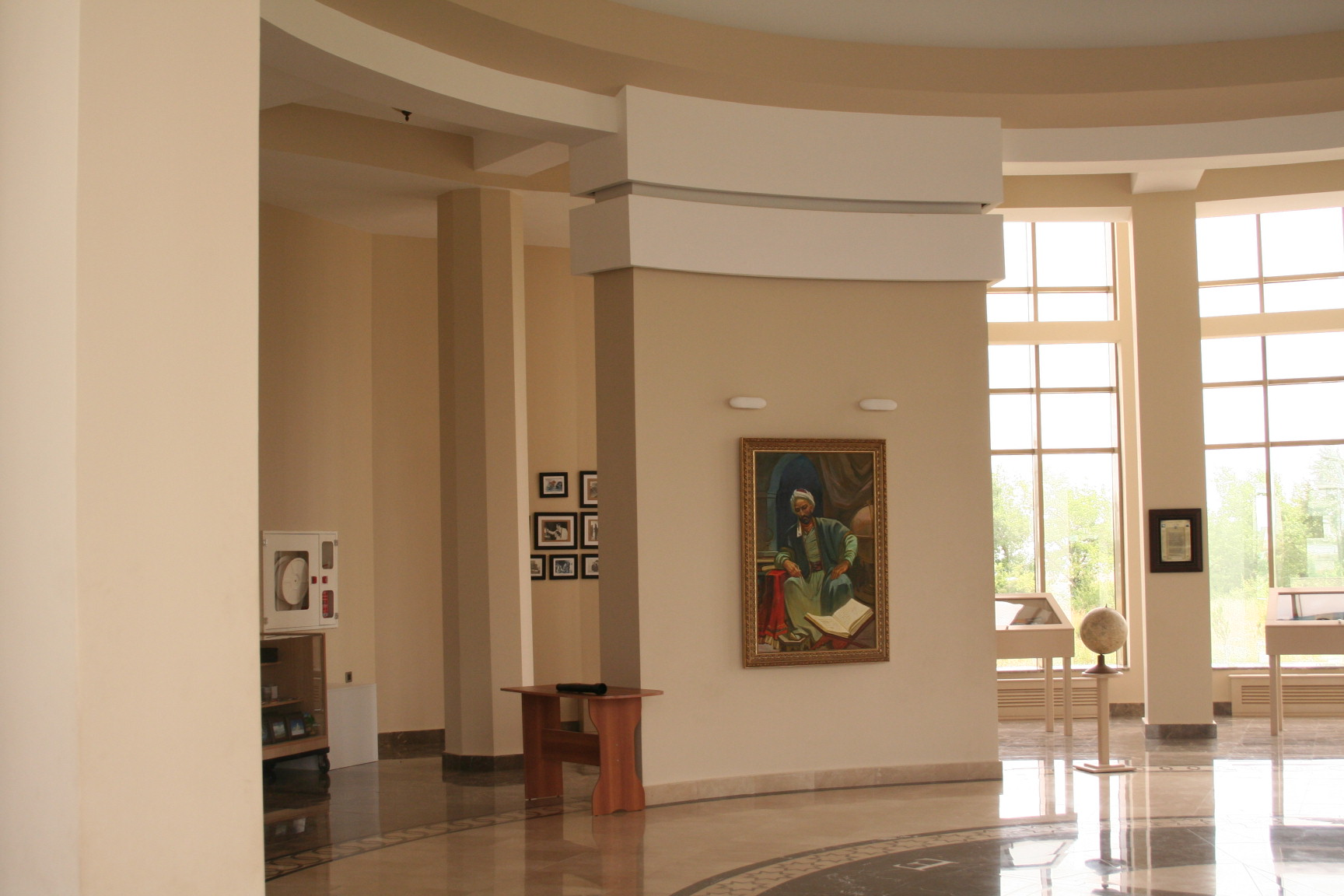
인테리어 – 전시장

아제르바이잔의 과학자 유시프 마마달리예프(Yusif Mammadaliyev)가 천문대를 설립하는데 중요한 역할을 했다. 1991년에는 중세의 수학자이자 물리학자이자 천문학자인 나스라딘 쿠시의 이름이 천문대에 채택되었다. 연구원을 위한 정착지가 천문대 아래에 만들어졌으며 마마달리예프(피르굴루)의 이름을 따서 명명되었다. 천문대의 초대 소장은 학자인 하지제이 술타노프(Hajibey Sultanov)(1960-1981)였다. 초대 천문대장 술타노프의 시대에는 천체물리학적 관측이 집중적으로 이루어졌다.
2008년 9월에는 천문대의 대대적인 수리가 있었다.

## 망원경
관측소는 소련 시기에 다레스트 혜성(Comet d'Arrest)의 편광을 측정했다. 독일에서 생산된 2미터 반사 망원경의 주 장비로 1966년 관측을 시작했는데, 그 당시에는 남부 코카서스에서 최초의 대형 망원경이었다.
전망대에는 또한 다음 장비가 사용되고 있다.
- 태양 대기의 분광 조사를 위한 주경 직경이 50cm인 수평 태양 망원경
- 태양 관측에 사용되는 크기가 20/13 cm인  채층 및 광구 AFR-2 망원경
- 거울 직경이 70cm인 AZT-8 반사 망원경
- 거울 직경이 60cm인 카를 자이스 반사 망원경
- 구경 직경이 35cm인 대물 프리즘이 장착된 막수토프(Maksutov)시스템의 메니스커스 망원경
- 2013년 천문대에 설치된 90cm AZT-15 슈미트 망원경[1]

### 2미터 망원경 및 그 장비

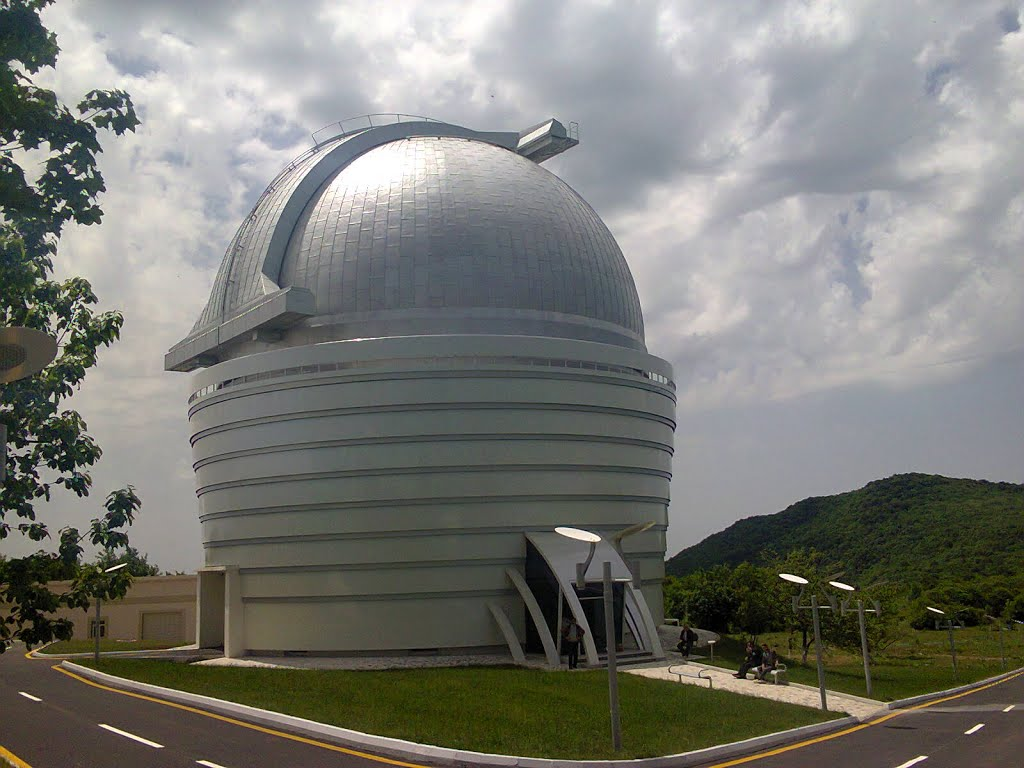
샤마히 천체 물리학 천문대(2미터 망원경)

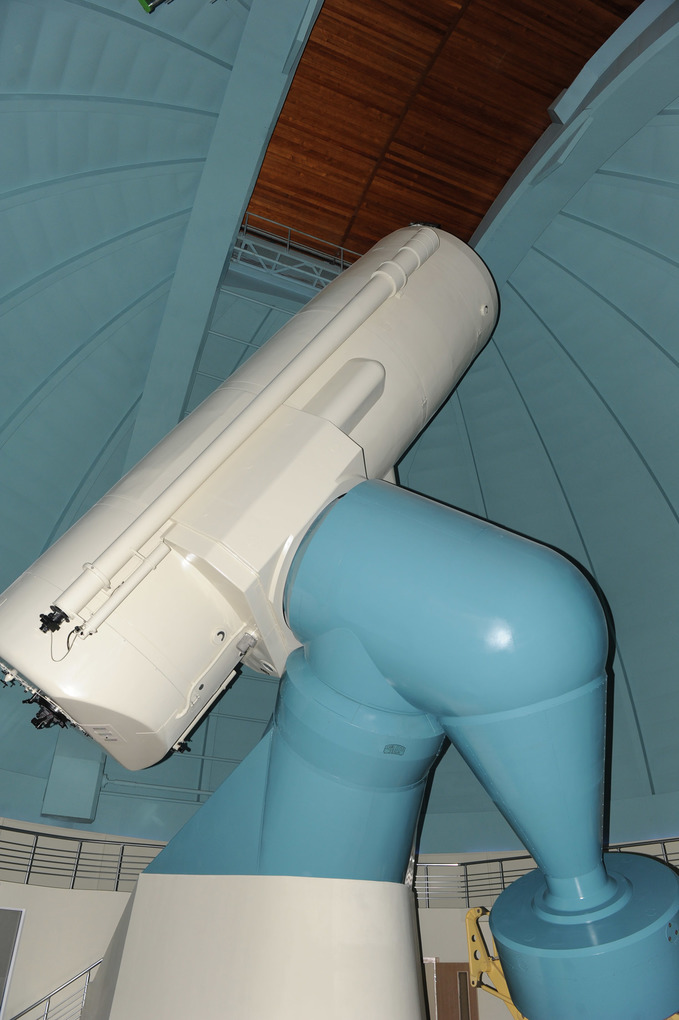
2미터 망원경

이 망원경은 독일 회사인 카를 자이스 예나에 의하여 북위 40° 46′ 51″ 동경 48° 35′ 50″ / 북위 40.78083°  동경 48.59722°  위치에 설치되었다. 주 포물면 반사경의 직경은 2080 mm이고 초점거리는 9000 mm이다. 세 종류의 다른 광학 시스템이 결합되어 있다.
- 주 초점 주 초점의 초점 거리는 9360 mm이고 F/4.5의 초점 비율과 23"/mm의 플레이트 스케일을 갖는다. 측광 관찰을 위해 주 초점 카세트는 화각 보정기를 사용할 때 21'×21'의 유용한 화각을 제공한다. 주 초점 부위에는 2개의 회절 격자와 3개의 카메라로 구성되는 분광기가 있는데 이는 저광도의 천체를 연구하는데 사용된다.
- 카세그렝(Cassegrain) 초점 카세그렝 초점의 등가 거리는 29500 mm, 초점 비율은 F/14.5이며 플레이트 스케일은 7"/mm이다. 이 초점에서는 여러 장치를 사용할 수 있다.
  - 1024 x 1536 픽셀 크기의 CCD 카메라가 장착되어 29, 44, 86 및 196 Å의 분산을 갖는 회절격자(UAGS)로 저광도 별의 스펙트럼을 얻을 수 있는, 90 및 180 Å/mm의 분산을 갖는 2x2 프리즘 분광기.
  - 분해능이 각각 1500, 2500이고 530×580 픽셀의 CCD 카메라(액체 질소 냉각)가 부착되어 있는 2대의 카메라로 구성되는 카세그렝 에첼레(Cassegrain Echelle) 분광기(F=150 mm, F=250 mm).
  - 3056×3056 픽셀의 CCD 카메라. 이 카메라에는 측광용 필터 세트가 있다.
- 쿠드(Coude) 초점 쿠드 초점은 72000 mm에 해당하는 초점 거리,  F/36의 초점 비율 및 3"/mm의 플레이트 스케일을 갖는다. 코드 초점에 장착된 장비는 다음과 같다.
  - 분광 분해능이 30000인 에첼레 분광기(echelle spectrometer).
  - 초고분광 해상도의 범용 쿠드 에첼레 분광기에는 3개의 카메라(F=350mm, F=700mm, F=1400mm)와 2개의 에첼레 격자(γ =63.5°, γ = 80°)가 있다. (63.5°)의 첫 번째 에첼레  격자는 R=95000 및 R=190000의 스펙트럼 분해능을 제공하고, 두 번째 에첼레 격자(80°)는 4000×4000 픽셀의 검출기에서 R=260000 및 R=530000의 스펙트럼 분해능을 제공한다.

검출기
- 530×580 픽셀의 CCD 카메라(픽셀 크기 18×24 μm, 액체 질소 냉각)
- 4000×4000 픽셀의 CCD 카메라(픽셀 크기 15μm, 액체 질소 냉각)
- 3056×3056 픽셀의 CCD 카메라(픽셀 크기 12μm, 열전 냉각)
- 1024×1536 픽셀의 CCD 카메라(픽셀 크기 9μm, 열전 냉각)

### 자이스-600 망원경
이것은 1982년 독일의 카를 자이스 예나(Carl Zeiss JENA)에 의해 설치되었다. 주 포물면 반사경의 직경은 600mm이고 초점 거리는 2400mm이다. 카세그렝 구성의 초점 거리는 755mm이다. 카세그렝 초점의 플레이트 스케일은 28"/mm이다. 장기간 광전 광도계로 관측이 이루어졌다. FLI사의 열전 냉각 기능이 있는 CCD 카메라를 감지기로 사용하고 있는데 이 카메라는 4000x4000 픽셀을 가지고 있다.

### AZT-8 망원경

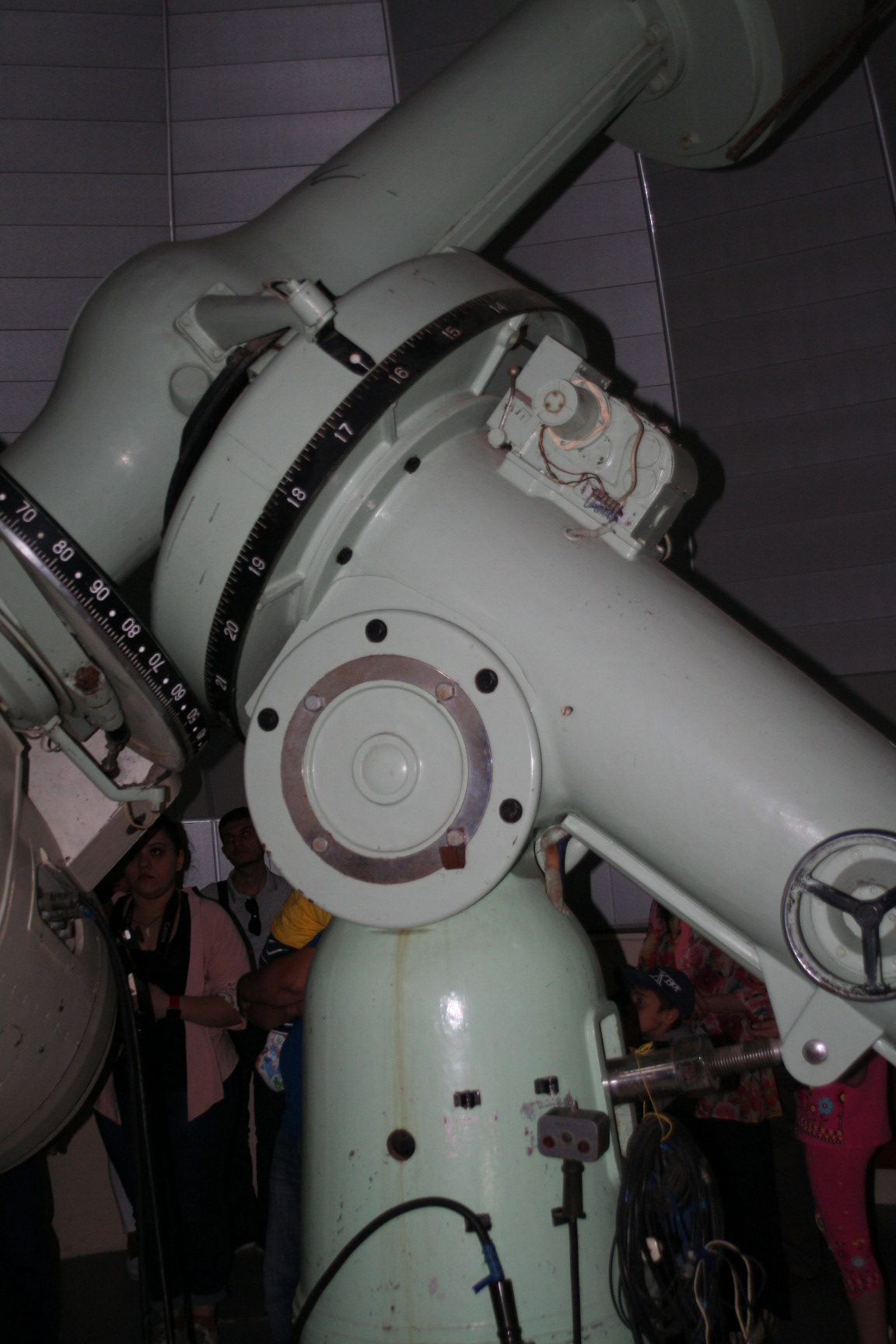
샤마키 천체 물리학 천문대

이 망원경은 1970년에 설치되었다. 현대화가 필요하다.

### AST-452 메니스커스 망원경
이 망원경은 1964년에 설치되었다. 현대화가 필요하다.

### 방위각 코엘로스타트(Coelostat) 플랜트 ASQ-5 (수평 태양 망원경)
이 망원경은 1963년에 설치되었다. 현대화가 필요하다.

### AFR-3 채층 광구 망원경
이 망원경은 1957년에 설치되었다. 현대화가 필요하다.

### 다른 장비들
- B-240 진공 장치 천문 거울의 표면을 (재)알루미늄화하기 위해 1986년 독일에서 입수했다.
- 액화 질소 장치
- VLF – 초저주파 라디오 수신기
- SuperSİD

## 도서관
샤마히 천체 물리학 천문대 과학 도서관은 천문대와 동시에 만들어졌다. 크게 2개의 홀로 구성되어 있다. 첫 번째 홀에는 독서실이 있다. 신간, 정기간행물, 잡지, 백과사전 등의 전시가 있다. 두 번째 큰 홀에는 러시아어 및 기타 외국어 문학이 체계적으로 배치되어 있다. 14,000권 이상의 서적, 2500개 이상의 잡지(러시아어 21개, 영어 23개, 지역 잡지 8개), 5종류의 신문("Azerbaijan", "People", "Republic", "Science" 및 "Search"), 고대 희귀판, 원고, 현장 사전 및 백과사전, 참고 저널 및 기타 특수 과학 및 기술 문헌등을 소장하고 있다. 25개국 이상(45개 이상의 외국 기관 및 단체)에서 도서의 국제교류, 전시회 등을 수행하고 있으며, 행사 주관에도 긴밀히 참여하고 있다. 도서관은 천체 물리학 및 천문학 분야는 물론 출판물과 전자 출판물을 출판하는 데 중요한 역할을 하고 있다.

## 역대 천문대 대장
| Name             | Nationality | Period    | Notes |
| ---------------- | ----------- | --------- | ----- |
| Hajibey Sultanov | USSR        | 1951–1980 | [ 6 ] |
| Ogtay Huseynov   | USSR        | 1980–19?? | [ 7 ] |
| Alik Abbasov     | USSR        | 19??–???? | [ 7 ] |
| Zohrab Ismayilov | USSR        | 19??–???? | [ 7 ] |
| Kamran Huseynov  | USSR        | 19??–???? | [ 7 ] |
| Schmidt Ahmadov  | AZE         | ????–1997 | [ 7 ] |
| Ayyub Guliyev    | AZE         | 1997–2015 | [ 8 ] |
| Namig Jalilov    | AZE         | 2015–     |       |

## 대외협력
국립 바쿠 대학교(Baku State University)와 천문대 사이의 협력은 2017년 4월 6일 천문대에 국립 바쿠 대학교의 천체 물리학 석좌를 설립하고 천문대에 BSU의 천체 물리학 학과를 설립하는 협정에 서명하면서 시작되었다. 이 문서에는 국립 바쿠 대학교 총장, 아벨 마하라모프(Abel Maharramov) 교수, 나미그 얄리로프(Namig Jalilov) 천문대장이 서명했다. 관련 계약에 따르면 2018년 10월 BSU 물리학부 천체물리학과의 분교를 천문대에 개설했다.
다수의 직원들이 국제 천문 연맹, 유럽 천문 학회 및 유라시아 천문 연맹의 회원으로 선출되었다. 천문대는 또한 국제 우주 비행 연맹(International Astronautics Union)의 회원이다.
천문대 직원은 여러 문제에 대해 외국 천문학자들과 협력하고 있다. 천문대의 운영 중에 연구원들은 국내외 학술지에 2,500여 편의 논문을 게재했다. 태양 물리학 및 태양-지구 연구 과제를 위하여 러시아, 독일, 이스라엘, 불가리아, 그루지야의 연구원들이 다른 나라의 천문 단체들과의 긴밀한 협력을 하였다. 항성 물리학 연구는 러시아 천문대 연구원(러시아 EA KhAR, 모스크바 주립대학교, 슈넨베르크 국립천문연구소, 상트페테르부르크 DU 등)등과 함께 진행되고 있다. 스탠포드 대학의 이동 관측소도 천문대에서 운용하고 있다.
러시아, 우크라이나, 이란, 터키 등 많은 외국의 학생과 실무자들이 망원경 사용법을 배우기 위해 천문대를 방문하고 있다. 천문대에서 얻은 많은 연구 결과는 세계 학자들에 의해 인용되었다.

## 주요 연구자
- 나디르 이브라히모프